# J・E・H・マクドナルド

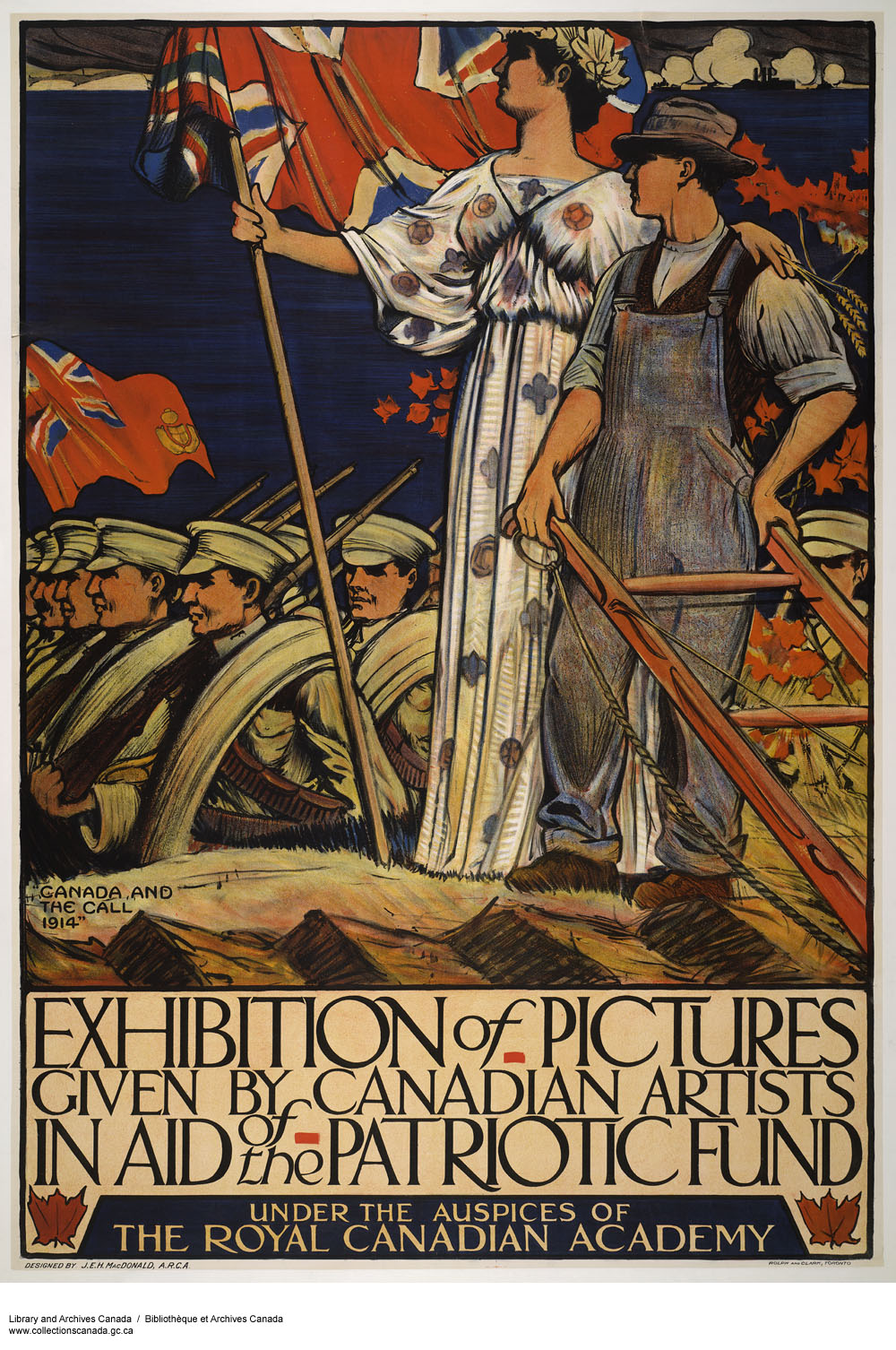
第一世界大戦時の展覧会ポスター

J・E・H・マクドナルドこと、ジェームズ・エドワード・ハービー・マクドナルド（James Edward Hervey MacDonald RCA、1873年5月12日 - 1932年11月26日はイギリス生まれのカナダの画家である。

## 略歴
イングランド北東部のダラムに生まれた。父親はカナダ生まれの家具職人で、母親はイギリス人であった 。マクドナルドが14歳になった時、家族とカナダ、オンタリオ州のハミルトンに移り。ハミルトンの美術学校(Hamilton Art School)で学んだ 。1889年に家族とトロントに移り、トロントで商業美術を学び、美術家グループのトロント・アート・ステューデンツ・リーグで活動した。 オンタリオの美術学校（Central Ontario School of Art and Design、後の オンタリオ州立芸術大学）で、ジョージ・アグニュー・リードやウィリアム・クルックシャンクに学んだ 。
1894年か1895年に美術出版の会社、Grip Ltd.に商業デザイナーとして雇われた。1903年まで Grip Ltd.で働き、この会社に入社してきたトム・トムソンらの画家を指導した。1903年から1907年の間はロンドンのカールトン・スタジオで働き、ノーマン・ミルズ・プライス(Norman Mills Price)やウィリアム・トレーシー・ウォーレス(William Tracy Wallace)、アルバート・アンガス・ターベイン(Albert Angus Turbayne)といったイラストレーターと働いた。1907年にGrip Ltd.に復帰し1911年まで働いた。
1911年に退社した後、妻子とソーンヒルに移り、風景画家としてのキャリアを追求し始めた。1921年まではデザイナーとしても働き収入を補った。1911年にトロントで作品展を開き、王立カナダ芸術アカデミーのメンバーの画家、ローレン・ハリスに感銘を与え、翌年、ハリスと共同展を開いた。オンタリオ美術家協会(Ontario Society of Artists)の展覧会に出展し、画家として広く認められた。1913年にハリスとニューヨークを訪れ、グスタフ・フィエスタッド(Gustaf Fjæstad)やヴィルヘルム・ハンマースホイといった北欧の印象派、表現主義の風景画家たちの展覧会を見学し、カナダと共通する自然環境を描いた風景画に関心を抱いた。またモントリオールで働いていた画家のA・Y・ジャクソンをトロントで働くように勧めた。
第一次世界大戦が始まった後、戦争債権募集のための展覧会ポスターを制作し発表した。1816年のオンタリオ美術家協会の展覧会にポスト印象派のスタイルの作品を出展し、論議を呼んだ。1818年秋には、新しいスタイルに関心のある画家たちとスタジオ代わりの特別な装備の列車で、スペリオル湖地域を移動し、気に入った風景があれば、停車、下車して作品を描くという旅をした 。この旅で多くの有名な作品を描いた。
1920年にフランクリン・カーマイケル、ローレン・ハリス、A・Y・ジャクソン、フランク・ジョンストン、アーサー・リズマー、フレデリック・ヴァーリーと風景画画家のグループ「グループ・オブ・セブン」を結成し、グループ展を開いた。
1928年からオンタリオ芸術カレッジの校長を務め、作品の制作数は少なくなり、1931年に脳卒中を患い翌年療養するが、1932年11月にトロントで没した。

## 作品

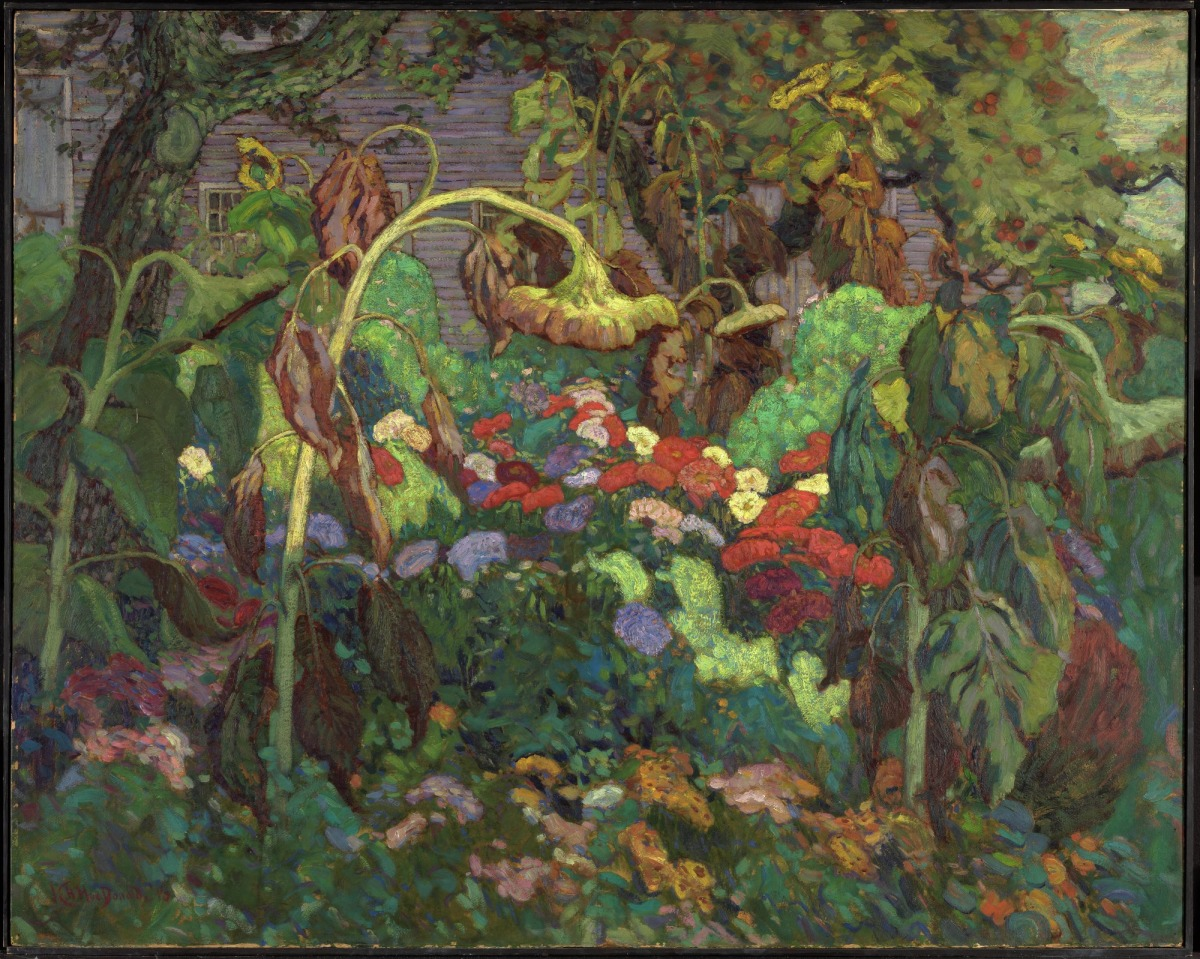
"The Tangled Garden"(1916)
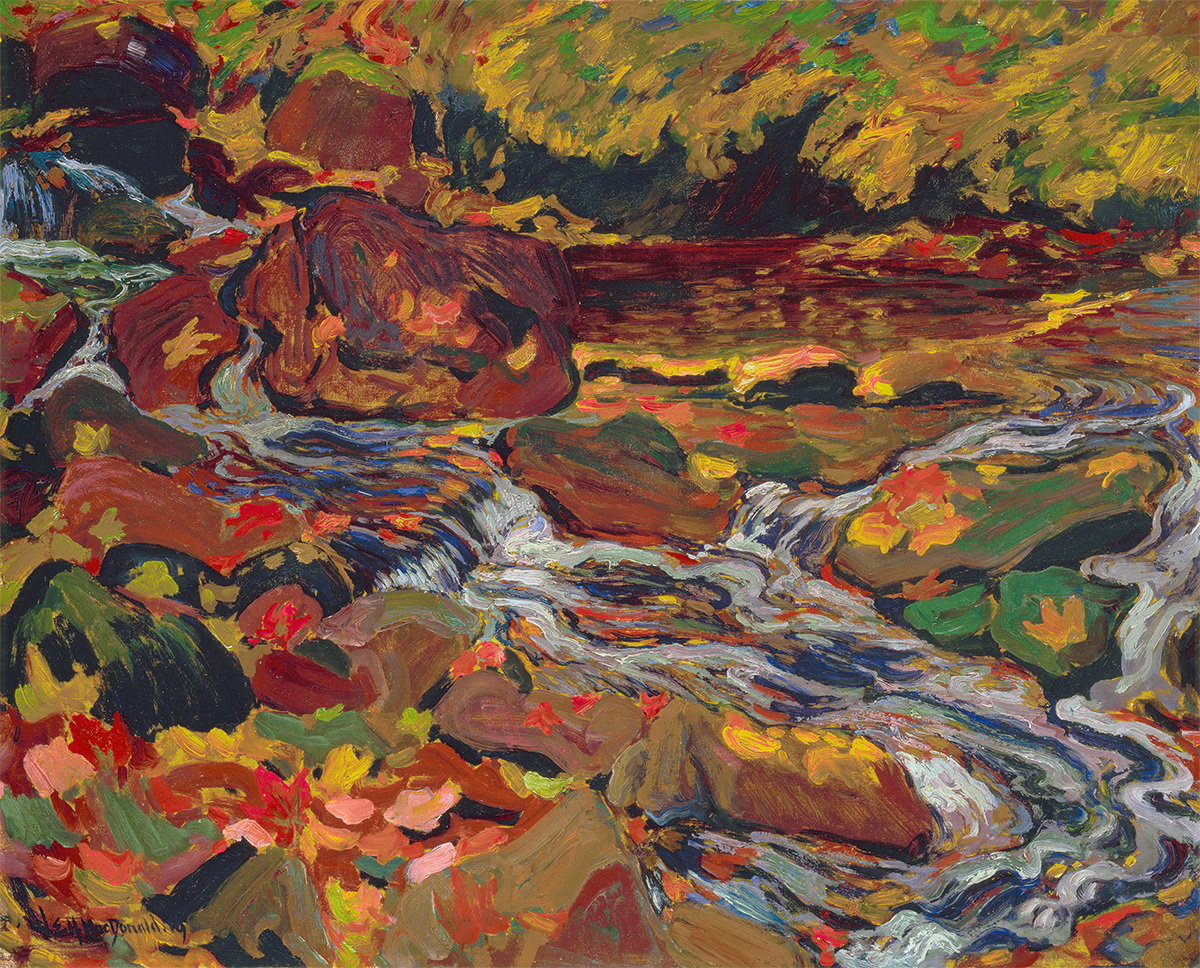
小川の落ち葉(1919)
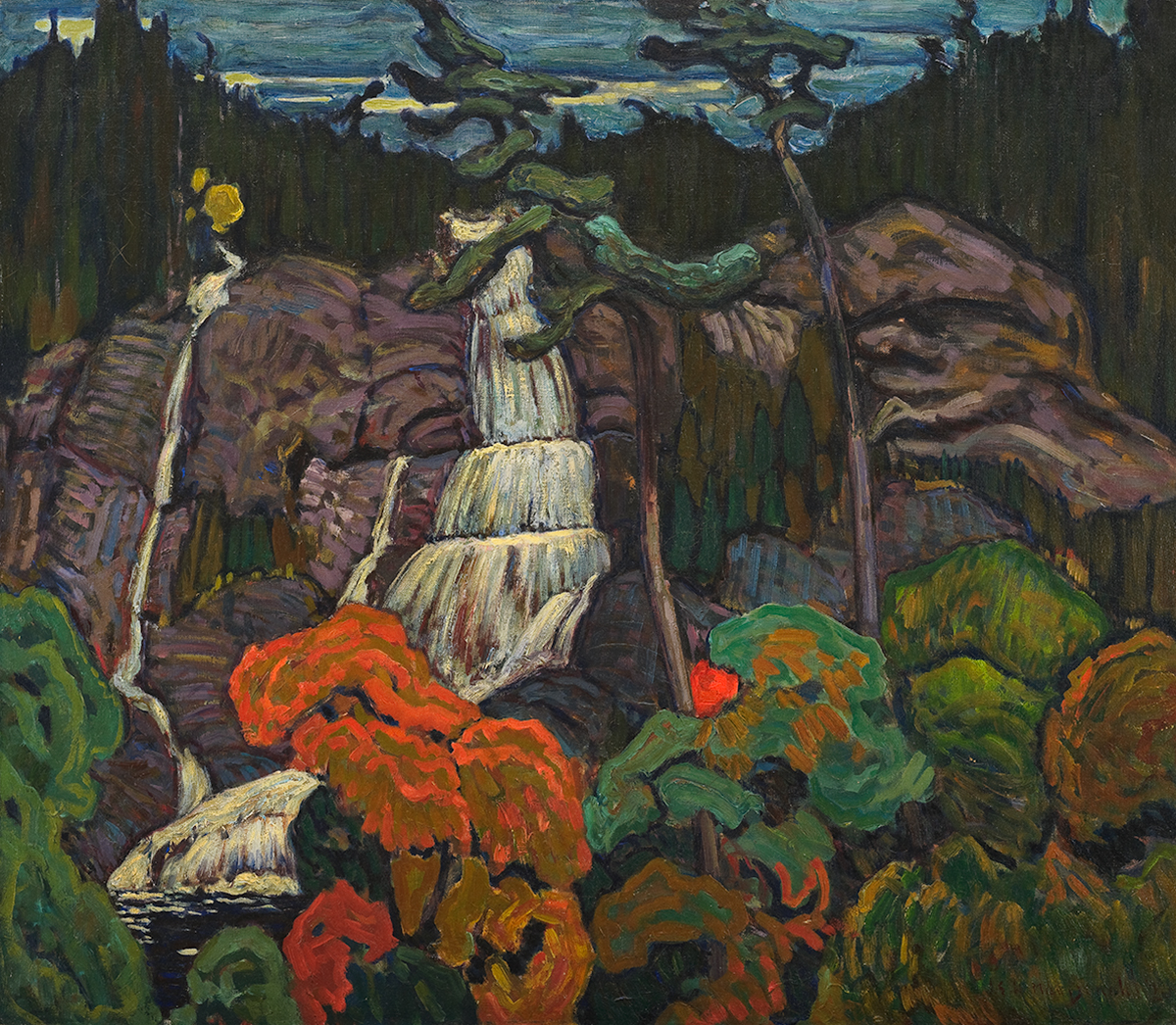
アルゴマの滝(1920)
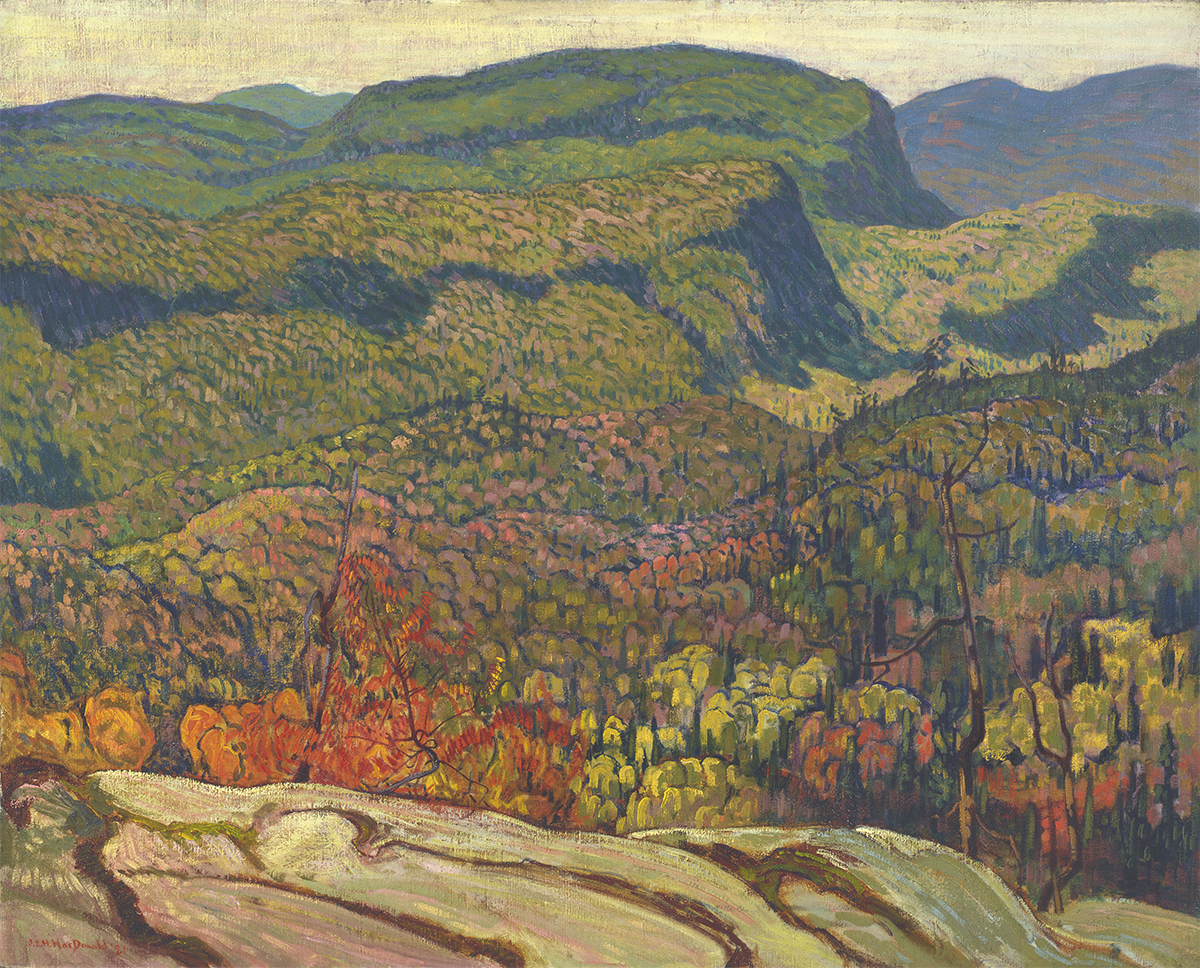
森の自然(1921)
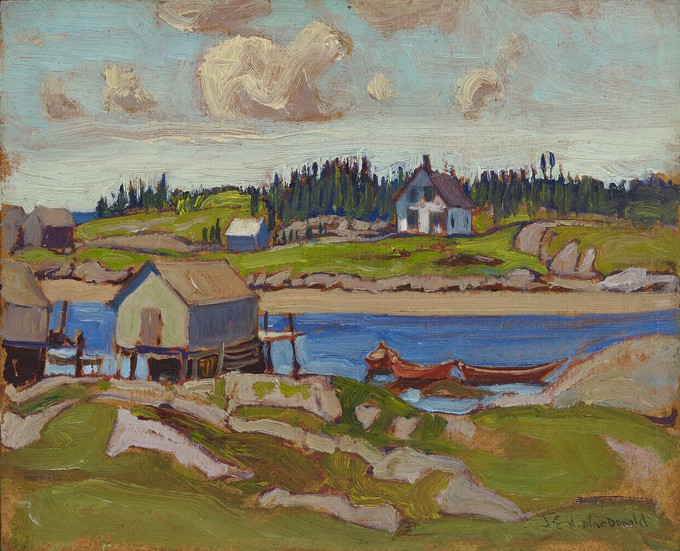
海岸の風景(1922)
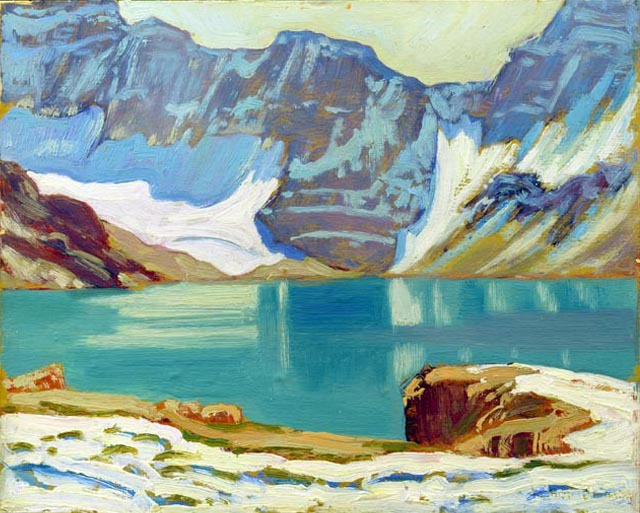
マッカーサー湖(1924)
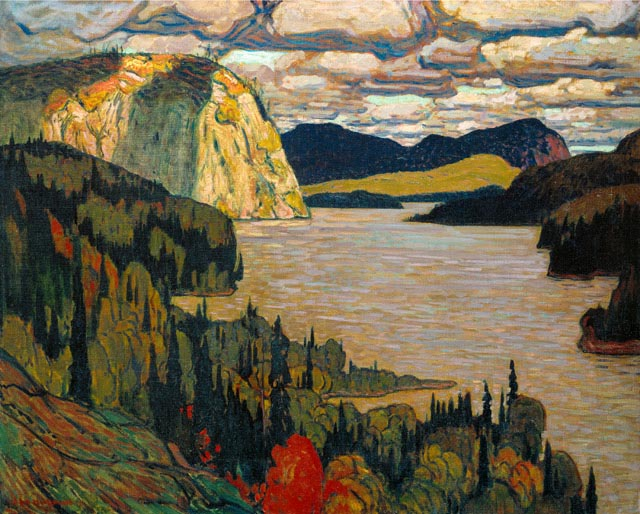
"The Solemn Land"(1921)
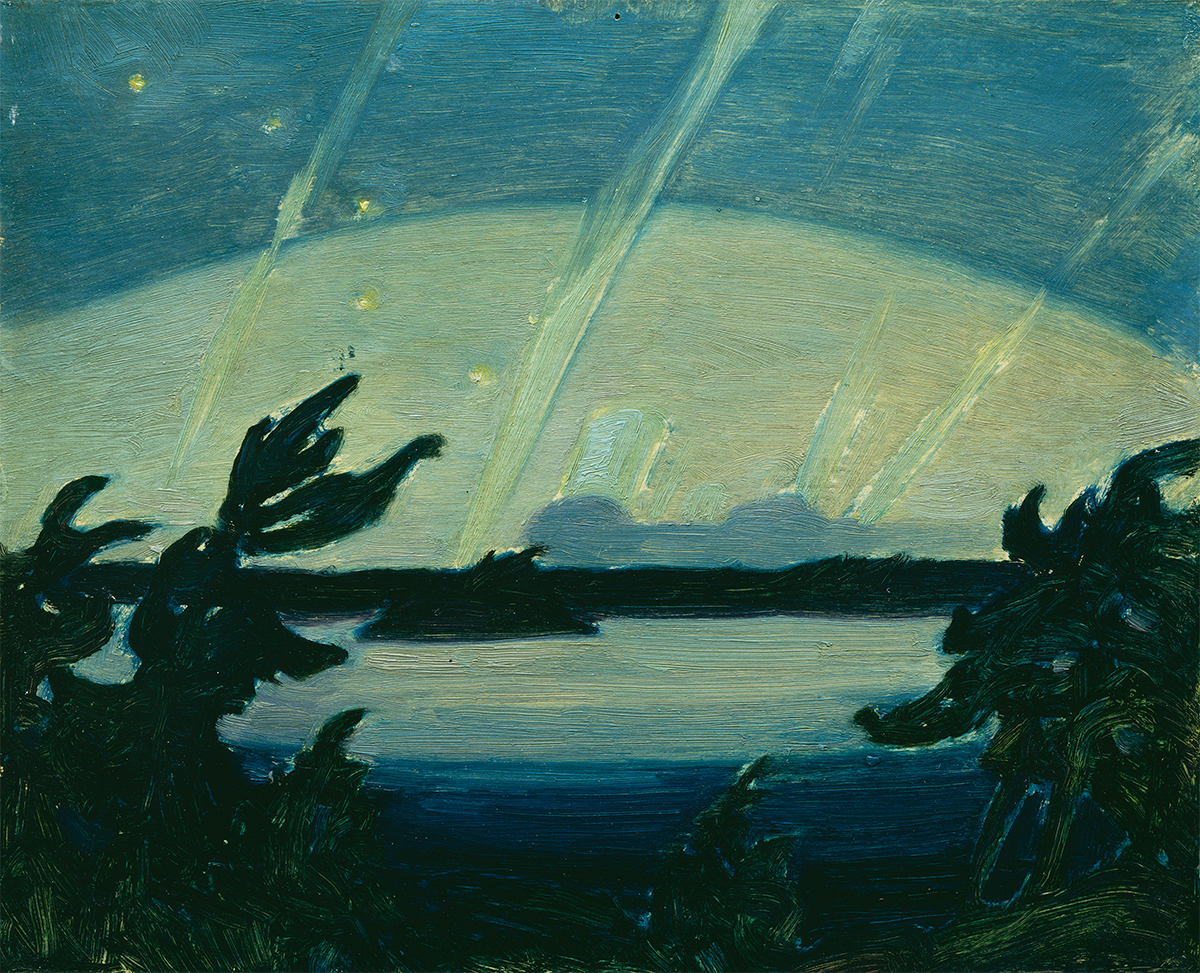
ジョージア湾のオーロラ(1931)